# Labiodentale nasaal
De labiodentale nasaal is een medeklinker die in het Internationaal Fonetisch Alfabet aangeduid wordt met ɱ, en in X-SAMPA met F.
De klank vertoont sterke overeenkomsten met de bilabiale nasaal. Net als de bilabiale nasaal is het een veel voorkomende klank. Er is echter geen taal bekend waarin de klank voorkomt als afzonderlijk foneem. 
Een voorbeeld van een Nederlands woord waarin deze klank voorkomt, is omvallen.

## Kenmerken
- Het articulatiepunt is labiodentaal, wat inhoudt dat de onderlip en de voortanden worden gebruikt.
- Het type articulatie is stemhebbend, wat betekent dat de stembanden meetrillen bij het vormen van de klank.
- Het is een nasale medeklinker, wat betekent dat de lucht door de neus naar buiten stroomt.
- Het is een centrale medeklinker, wat wil zeggen dat de lucht over het midden van de tong stroomt, in plaats van langs de zijkanten.
- Het luchtstroommechanisme is pulmonisch-egressief, wat wil zeggen dat lucht uit de longen gestuwd wordt, in plaats van uit de glottis of de mond.

Deze pagina bevat fonetische informatie in het IPA, die in sommige browsers mogelijk niet correct wordt weergegeven.
Waar symbolen in paren voorkomen, vertegenwoordigt het rechter teken een stemhebbende medeklinker. Gearceerde gebieden bevatten medeklinkers die worden beschouwd als onuitspreekbaar.
Zie ook: IPA, Klinkers